# Provinz Arica
Die Provinz Arica (spanisch Provincia de Arica) ist eine Provinz in der chilenischen Región de Arica y Parinacota. Die Hauptstadt ist Arica. Beim Zensus 2017 lag die Einwohnerzahl bei 222.619 Personen.

## Geographie
Die Provinz grenzt im Norden an die Provinz Tacna in Peru, im Süden an die Provinz Tamarugal in der Region de Tarapacá, im Osten an die Provinz Parinacota und im Westen an den Pazifischen Ozean. 

## Geschichte
Am 8. Oktober 2007 wurde ein Gesetz verabschiedet, das am 23. März 2007 in Kraft trat. Es wurde von Präsidentin Michelle Bachelet in der Stadt Arica unterzeichnet. Das Gesetz teilte die Region de Tarapacá in zwei Teile: Der nördliche Teil wurde zur Region XV Arica y Parinacota, der südliche Teil blieb die Region I Tarapacá. Die Provinz Arica wurde dadurch Teil der ersteren Region.

## Gemeinden
Die Provinz Arica gliedert sich in zwei Gemeinden:
- Arica
- Camarones